# José María Morelos

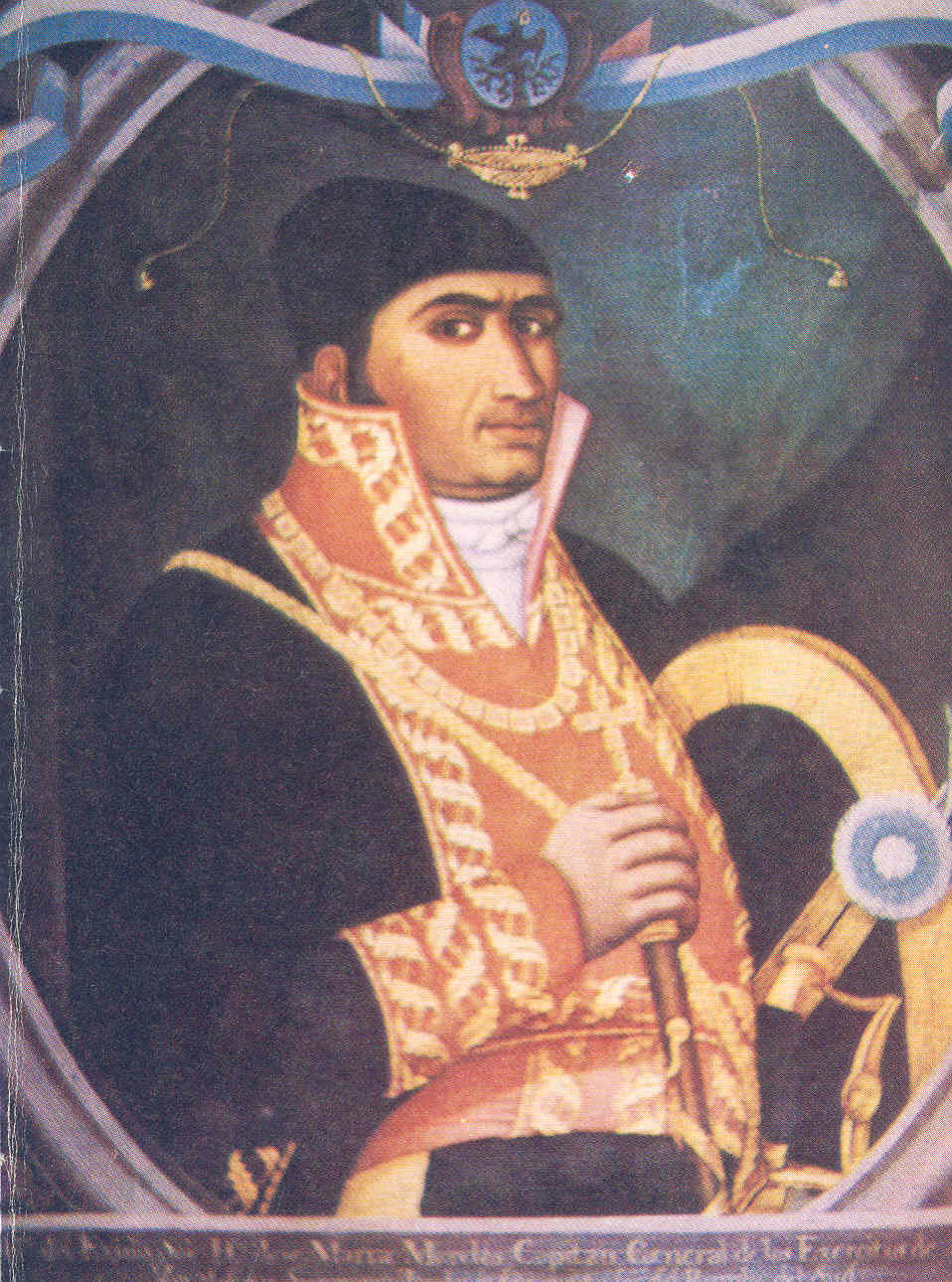
Bildnis von José Morelos

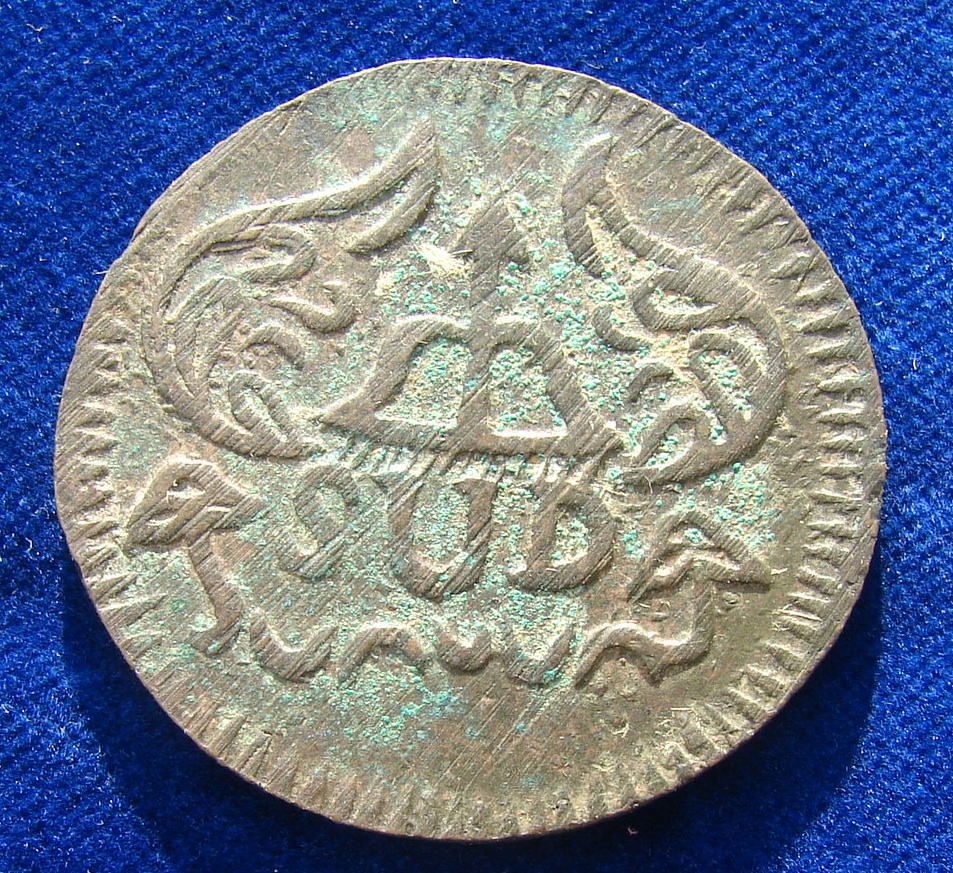
Mexiko, Oaxaca, 8-Reales-Kupfer-Münze, 1814, Vorderseite. Oaxaca war das Zentrum der Revolution im Süden. Die Kupfermünzen sollten gegen Silber zum Nennwert umgetauscht werden, sobald es für die Aufständischen erreichbar war.

Morelos’ Konterfei erschien immer wieder auf mexikanischen Banknoten, wie auf dem alten 20-Peso-Schein (oben) und dem neuen 50-Peso-Schein (unten).

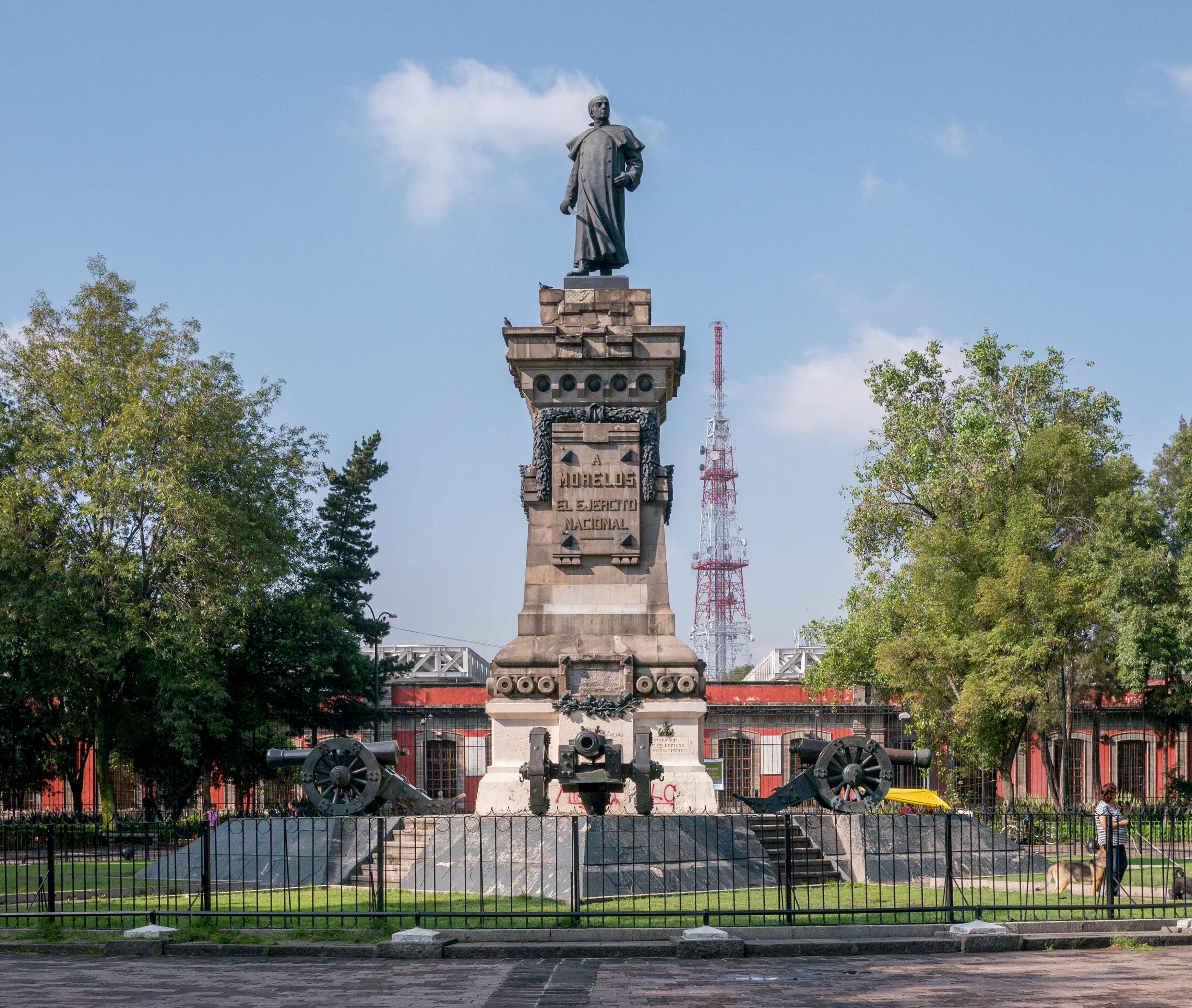
Morelos-Statue auf der Plaza de la Ciudadela, Mexico (D. F.)

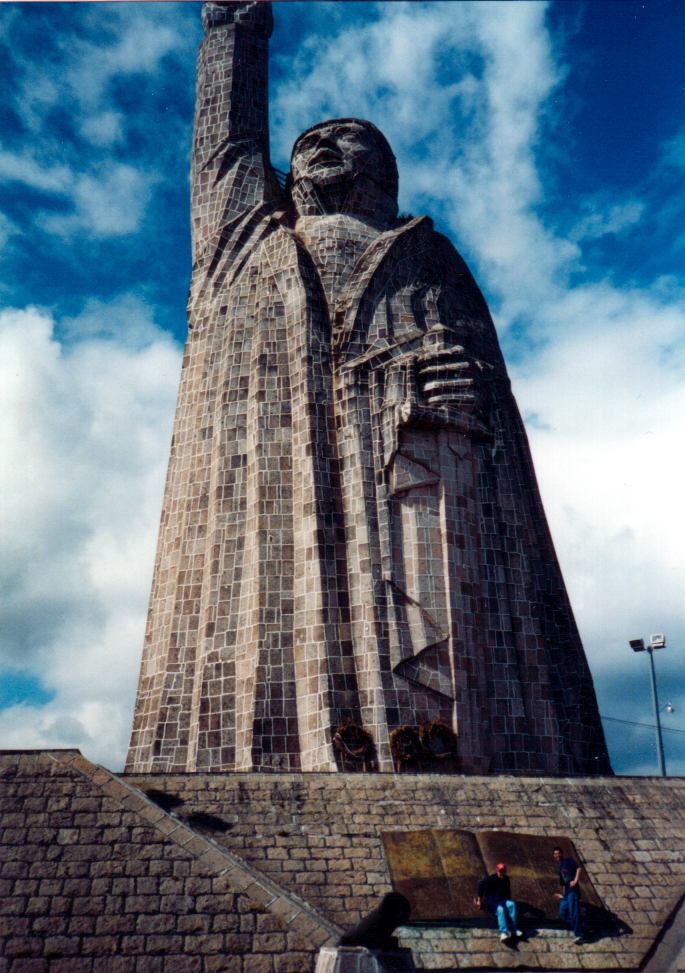
Morelos-Statue auf der Insel Janitzio

José María Morelos y Pavón (* 30. September 1765 in Valladolid, heute Morelia, Michoacán; † 22. Dezember 1815 in Ecatepec, Mexiko) war Priester und eine herausragende Führungspersönlichkeit im Kampf um die Unabhängigkeit Mexikos. Sein äußeres Erkennungszeichen war ein um den Kopf gewundenes Tuch.

## Leben

### Privates Leben
José María Morelos war der Nachkomme einer aus bescheidenen Verhältnissen stammenden Familie, die mehrere Ethnien in sich vereinte. Seine Vorfahren waren sowohl einheimische Indios als auch Spanier und einer Quelle zufolge, auf die sich der englische Wikipedia-Artikel bezieht, auch schwarzafrikanische Sklaven.
Nachdem sein Vater im Jahr 1779 verstorben war, wurde der junge José zur finanziellen Unterstützung seiner Mutter sowie seiner jüngeren Geschwister auf die Hazienda seines Onkels Felipe Morelos, einem Bruder seines Vaters, nach Tahuejo in Apatzingán geschickt. Dort arbeitete er mehr als zehn Jahre lang als Fahrer einer Eselskarre, wodurch er Land und Leute gut kennenlernte, was sich während seiner späteren Beteiligung am Unabhängigkeitskrieg als Vorteil erweisen sollte. 
Im Jahr 1790 trat er in das römisch-katholische Priesterseminar von Valladolid unter der Leitung von Miguel Hidalgo ein. Sieben Jahre später erhielt er die Priesterweihe und 1799 wurde er zum Priester der Gemeinde Cuarácuaro ernannt, wo er bis 1810 tätig war.

### Öffentliches Leben
Im Zuge der napoleonischen Besetzung Spaniens und des sich in der Folgezeit entwickelnden Spanischen Unabhängigkeitskrieges (1808–1814) fanden viele der damals in Spanien kursierenden Ideen auch den Weg nach Mexiko, wo sich im einfachen Volk vor allem die – oft noch nicht einmal im Lande lebenden – Großgrundbesitzer keiner großen Beliebtheit erfreuten. Die Mittel- und Oberschicht war in konservative und liberale Kräfte gespalten; die Liberalen traten mehr und mehr für eine wirtschaftliche und politische Unabhängigkeit vom Mutterland ein, doch selbst im Grunde konservative Personen wie Miguel Hidalgo befürworteten die Unabhängigkeit des Landes.
Nach dessen Gefangennahme und Hinrichtung in Chihuahua übernahm Morelos ab der zweiten Hälfte des Jahres 1811 eine führende Rolle in diesem Kampf. Er stellte sich an der Spitze einer Heeresabteilung der Aufständischen (Insurgentes) und lieferte sich bis zum Jahr 1813 mehrere Gefechte mit spanischen Armeeeinheiten, in denen er sich als fähiger Stratege erwies. Aufgrund seiner militärischen Erfolge – darunter die unblutige Einnahme der Stadt Oaxaca im November 1812 – aber auch aufgrund seiner Ausstrahlung war er die führende Persönlichkeit auf dem Kongress von Chilpancingo und rief am 6. November 1813 die Unabhängigkeit Mexikos aus.
Danach verließ ihn das Kriegsglück; nach einer Reihe von verlorenen Schlachten wurde er im November 1815 gefangen genommen, in die Hauptstadt gebracht, dort wegen Hochverrats verurteilt und am 22. Dezember außerhalb der Stadt erschossen. Sein Leutnant Vicente Guerrero setzte den Unabhängigkeitskampf bis zum Jahr 1821 fort.

## Ehrungen
Das Haus, in dem José Morelos geboren wurde und seine Kindheit verbrachte, ist heute ein Museum. Seine Geburtsstadt Valladolid wurde ihm zu Ehren im Jahr 1828 in Morelia umbenannt. Im Jahr 1869 erhielt der neugegründete mexikanische Bundesstaat Morelos, für den er sich in der Schlacht um Cuautla verdient gemacht hatte, seinen Namen. Auch die Stadt Montemorelos (Nuevo León) ist nach ihm benannt. Außerdem wurden ihm zu Ehren zahlreiche Denkmäler errichtet (darunter auch eine Monumentalstatue auf der Insel Janitzio im Pátzcuaro-See); sein Konterfei ist auf der heutigen 50-Peso-Banknote zu finden, einschließlich des Zitates in Mikroschrift:
„Que la esclavitud se proscriba para siempre y lo mismo la distinción de castas, quedando todos iguales, y sólo distinguirá a un americano de otro el vicio y la virtud. Que en la nueva legislación no se admita la tortura.“
(Sklaverei soll für immer verboten sein ebenso wie die Unterteilung in Kasten, so dass alle gleich [gestellt] sind. Allein Tugend und Laster sollen Unterscheidungsmerkmale von einem Amerikaner zum anderen sein. In der neuen Gesetzgebung soll Folter nicht zugelassen werden.)